# Ді Бредлі Бейкер
Ді Бредлі Бейкер (англ. Dee Bradley Baker) — американський актор дубляжу. Майстер відтворювання голосів тварин, грав ролі у таких мультсеріалах, як Американський тато, Таємниці Ґравіті Фолз, Фінеас і Ферб, Зоряні Війни: Війни Клонів, Зоряні Війни: Повстанці та ін.

## Біографія
Бейкер народився 31 серпня 1962 року у Блумінгтоні, Індіана, зростав у містечку Ґрілей, штату Колорадо. Він почав виступати у віці 9 років та безперервно працював у мюзиклах, операх, п'єсах та стенд-ап (комедійних) шоу. Згадуючи молодість, Бейкер зізнався в інтерв'ю VO Studio, що він був шанувальником Зоряного Шляху, Зоряних війн, Френк Заппа, Планети Мавп, а також цікавився комахами, членистоногими та динозаврами. Після закінчення вищої школи, отримав Стипендію Ботчера. Він відвідував Коледж Колорадо у Колорадо-Спрінгз, штату Колорадо, де вивчав філософію, біологію, образотворче мистецтво, німецьку мову, один рік навчався за кордоном у Геттінгенському університеті. Він брав участь у місцевих театральних виставах і співочих колективах. Після закінчення університету, отримав ступінь бакалавра мистецтв з філософії.

## Кар'єра
1989 року Бейкер переїхав до Орландо, щоб працювати над імпровізаційною скетч-комедією під назвою «The Anacomical Players», долучився до різноманітних проектів від студій Disney та Universal. Свій перший головний досвід на національному телебаченні він отримав завдяки ігровому шоу Legends of the Hidden Temple від каналу Nickelodeon.
Бейкер перебрався до Південної Каліфорнії під час землетрусу у Нортриджі 1994 року. Його залучили до роботи з закадрового озвучування; першою головною роллю був дубляж батька з мультсеріалів Му та Ципа та Я Візл. Озвучував Даффі Дака і Таза у фільмі Space Jam. Відтворював епізодичні та додаткові голоси у Джонні Браво, Лабораторія Декстера, Губка Боб Квадратні Штани та Суперкрихітки, Дивакуваті родичі.
Ді Бредлі Бейкер спеціалізується з копіювання голосів тварин, саме тому він задіяв цей талант у дублюванні таких шоу, як Дика сімейка Тонберів, Дора-мандрівниця та Американський Дракон Джейк Лонґ.
Він озвучував крокодила Тік-Така з серіалу Джейк та пірати Небувалії, собаку Бастера з «Мої друзі Тигрик та Вінні»; тварин Аппу та Момо з мультсеріалу Аватар: Останній захисник: Наґу, Пабу та Уґі з мультсеріалу Аватар: Легенда про Кору, Порося Джорджа з фантастичної комедії Мій брат — Поросятко.  
Поза роботою на телебаченні, він подарував свій голос балакучому попузі Капітана Джека Горобця (інколи Спарроу) на відновлених атракціонах Піратів Карибського Моря у Діснейленді та Чарівному Королівстві (тематичний парк у Флориді, США)
2007-го Бейкер отримав головну роль Перрі Качкодзьоба у мультсеріалі Фінеас і Ферб від каналу Дісней. 2013 року на комік-коні у Сан-Дієго, Бейкер згадував, як на прослуховуванні, його попросили зобразити три різні тваринні вигуки, незважаючи на те, який насправді голос у качкодзьобів у природному середовищі, один з імпровізованих звуків Бейкера став особливим, характерним вигуком Перрі. Перрі Качкодзьоб став найпопулярнішим героєм мультсеріалу, голос якого намагаються скопіювати безліч людей. У 2014 Перрі був номінований на кінопремію Nickelodeon Kids' Choice Award як Найкраща Тварина-Компаньйон. За збігом обставин, ще один з озвучених персонажів Бейкера, домашнє порося Веддлз (Пухлик) з серіалу Таємниці Ґравіті Фолз, отримав номінацію у тій самій категорії.
Бейкер продовжив регулярно займатися озвучуванням. 2005 року він отримав роль Клауса Гейслера, німецького Олімпійського спортсмена зі стрибків з трампліну, свідомість якого перемістили у тіло золотої рибки, у популярному мультсеріалі Американський тато, якого в ефір вийшло більш ніж 11 сезонів на каналах Fox та TBS. У інтерв'ю з часописом Pop Break, Бейкер сказав, що грати Клауса приносить одне задоволення, бо йому подобається німецька мова, роль гарно прописана, а голос не потребує зайвого навантаження. Він відвідував комік-кони присвячені Американському тату у Сан-Дієго в 2010, 2012, 2014 роках; та у Нью-Йорку 2014-го. За озвучування члена ради Тарлока у мультсеріалі Легенда про Кору, він отримав номінацію у категорії Найкращі актори дубляжу 2012 року. На додачу до телевізійних шоу, Бейкер озвучував персонажів багатьох інших анімованих стрічок, включно із декількома класичними привидами й монстрами у фільмі Скубі-Ду 2: Монстри на волі , Моріса з мультфільму Веселі ніжки. Він брав участь у дублюванні ТБ серіалу Скубі-Ду: Містична Корпорація та його подальших релізах, призначених для домашнього перегляду.
Бейкера запросили зайнятися дубляжем мультфільму Зоряні Війни: Війни Клонів (2008 року виходу) та мультсеріалу Зоряні війни: Війни клонів, у якого налічується 6 сезонів. Він надав свій голос не тільки персонажам Капітана Рекса та Командора Коді, але й усім іншим другорядним клонам, за що отримав Премію «Енні» в номінації Найкращий Актор Дубляжу Телевізійного Виробництва 2012 року. 2011 року вийшла серія-кросовер Сім'янина (Грифіни), де він озвучив Клауса у ролі Адмірала Азкабара в епізоді «Це пастка!».
2014-го Бейкер продовжує брати участь у таких проектах, як Американський тато, Таємниці Ґравіті Фолз, Аватар: Легенда про Кору. Він озвучував Рибку, Wheels, та Bucket у мультфільмі Сімейка монстрів. За дубляж Рибки був номінований на премію Енні. Також дублював Джорджа Клуні та його собаку в «Анімованому епізоді» серіалу Красуні в Клівленді.
Бейкер з'являвся на різноманітних комік-конах та інших конвенціях, де він розповідає про озвучування загалом. Він має вебсайт, на якому дає відповіді на часто згадувані питання про дубляж.

## Особисте життя
Бейкер познайомився зі своєю дружиною Мішель, коли вони грали у дитячому театрі в Центрі образотворчого мистецтва у Колорадо-Спрінгз (англ. Colorado Springs Fine Arts Center). Вони одружилися 1990 року, у пари народилися дві дочки: Джозі Бейкер і Кора Бейкер. Вони живуть у Лос-Анджелесі. Окрім озвучування, Бейкер захоплюється фотографією, загалом робить світлини маленьких квіточок та комах. 

## Фільмографія

### Список ролей у мультиплікаційних проектах
| Роки               | Серіал                                       | Роль |
| ------------------ | -------------------------------------------- | --- |
| 1995               | Тімон та Пумба                               | Paperboy |
| 1997               | The Real Adventures of Jonny Quest           | Dr. Vedder, Williams                                                                                              |
| 1997–1999          | Му та Ципа                                   | Dad, Додаткові голоси                                                                                             |
| 1997–2004          | Джонні Браво                                 | Різноманітні персонажі                                                                                            |
| 1997–1999          | Я Візл                                       | Jolly Roger, Cow & Chicken's Dad, others                                                                          |
| 1997–2003          | Лабораторія Декстера                         | Різноманітні персонажі                                                                                            |
| 1997               | Extreme Ghostbusters                         | Додаткові голоси                                                                                                  |
| 1997               | Spider-Man                                   | Keene Marlow / Destroyer (young)                                                                                  |
| 1997–1998          | Jungle Cubs                                  | Bagheera |
| 1997               | Невгамовні                                   | Mr. Turkey |
| 1997–1999          | Злюки бобри                                  | Announcer, Gary the Mongoose, Squirrel, Weatherman                                                                |
| 1998               | The Lionhearts                               | Додаткові голоси                                                                                                  |
| 1998               | Zoomates                                     | Zookeeper, Vendor, Guy #2                                                                                         |
| 1998–2000          | Дика сімейка Тонберів                        | Різноманітні тварини                                                                                              |
| 1999–2005          | Суперкрихітки                                | Різноманітні персонажі                                                                                            |
| 1999–2000          | Mike, Lu & Og                                | Og, Goat |
| 1999–2000          | Men in Black: The Series                     | Додаткові голоси                                                                                                  |
| 1999–наш час       | Губка Боб Квадратні Штани                    | Сквільям Фенсісон, Бабл Бас, Перч Перґінс, інші                                                                   |
| 2000–01            | Gotham Girls                                 | Різноманітні персонажі                                                                                            |
| 2000–03            | As Told by Ginger                            | Mr. Licorice, Mr. Higsby, Emcee                                                                                   |
| 2000–03            | Harvey Birdman, Attorney at Law              | Jonny Quest, Lizardman, Avenger Forensic Pathologist, Foreman, Lizardman                                          |
| 2001–11            | Дивакуваті родичі                            | Elmer, Sanjay, Binky, others                                                                                      |
| 2001               | Time Squad                                   | Local 2 |
| 2001               | The Zeta Project                             | Dante |
| 2001–02            | Grim & Evil                                  | Mandy's father, others                                                                                            |
| 2001               | Що з Енді?                                   | Al Larkin, Jervis Coltrane, Martin Bonwick                                                                        |
| 2001               | Jason and the Heroes of Mount Olympus        | Pan, others |
| 2002–05            | Totally Spies!                               | Lumiere, Willard, Wolves, others                                                                                  |
| 2002–04            | Самурай Джек                                 | Різноманітні персонажі                                                                                            |
| 2002               | Пригоди Джекі Чана                           | Kiang Chi, Lam's Assistant                                                                                        |
| 2002–03            | Whatever Happened to Robot Jones?            | Mr. Rucoat, others                                                                                                |
| 2002–03            | Poochini's Yard                              | Billy White, Knucklehead, Bunk, Додаткові голоси                                                                  |
| 2002–05            | Що нового, Скубі-Ду?                         | Різноманітні персонажі                                                                                            |
| 2002–05            | Ліга Справедливості                          | Різноманітні персонажі                                                                                            |
| 2002–08            | Codename: Kids Next Door                     | Номер 4/Уоллабі Бітлз, Туалетонатор, Tommy, Милі дітки з сусідньої вулиці, інші                                   |
| 2002               | Завойовник Зім                               | Cutest Little Kid, Guy in Crowd, Santa Gerg                                                                       |
| 2003               | Static Shock                                 | Monster |
| 2003               | Stuart Little                                | Різноманітні персонажі                                                                                            |
| 2003–07            | Похмурі пригоди Біллі та Менді               | Mandy's father, others                                                                                            |
| 2003–04            | Stripperella                                 | Ozzy, Baby, Businessman                                                                                           |
| 2003               | Free for All                                 | Angus |
| 2003–06            | Підлітки-Титани                              | Cinderblock, Plasmus, Silkie, Gnarrk, others                                                                      |
| 2003–04            | Duck Dodgers                                 | Alien Hunter, Phantom Shadow, Attack droids, Captain Richards                                                     |
| 2003               | Ozzy & Drix                                  | Father Glop |
| 2003–05            | Ліло і Стіч                                  | David Kawena, Mewrin, others                                                                                      |
| 2003               | Дора-мандрівниця                             | Animal Sound Effects                                                                                              |
| 2004–07            | Денні-Фантом                                 | Prince Aragon, Mikey, Agent K, Thrash, Wulf                                                                       |
| 2004               | Megas XLR                                    | Різноманітні персонажі                                                                                            |
| 2004               | ChalkZone                                    | Різноманітні персонажі                                                                                            |
| 2004–08            | Higglytown Heroes                            | Uncle Zooter, Pizza Guy, Egg Farmer Hero                                                                          |
| 2004–06            | Непереможна команда супермавпочок            | Dr. Maezono |
| 2004               | Evil Con Carne                               | Alien, Condor, Native #2                                                                                          |
| 2004–06            | Чарівниці W.I.T.C.H.                         | Martin Tubbs, Cedric, Frost the Hunter, Khor the Destroyer                                                        |
| 2005–08            | Аватар: Останній захисник                    | Appa, Momo |
| 2005–07            | Американський дракон: Джейк Лонґ             | Різноманітні персонажі                                                                                            |
| 2005–present       | Американський тато                           | Klaus Heissler, others                                                                                            |
| 2005–06            | Неймовірне життя Джуніпер Лі                 | Різноманітні персонажі                                                                                            |
| 2005               | All Grown Up!                                | Різноманітні персонажі                                                                                            |
| 2005–07            | Ульотні лунатики                             | Otto the Odd, Reporter                                                                                            |
| 2005–06            | The X's                                      | Rex, others |
| 2005–08            | Ben 10                                       | Жук, Wildmutt |
| 2005               | The Buzz on Maggie                           | Mort, Little Boy                                                                                                  |
| 2005               | The Boondocks                                | German Fighter Pilot                                                                                              |
| 2006–16            | Клуб Мікі Мауса                              | Boo Boo Chicken                                                                                                   |
| 2006–09            | The Replacements                             | Ace Palmero, Prince Cinnamon Boots, Herr Doofentänzer, Johnny Hitswell, Zephremiah and Silent Joe, Goober, others |
| 2006–12            | Майстер Менні                                | Turner |
| 2006–12            | Curious George                               | Gnocchi, Prof. Pizza, Juicy Jay, others                                                                           |
| 2007–09            | Мої друзі Тигрик та Вінні                    | Buster, Woodpecker                                                                                                |
| 2007–08            | The Emperor's New School                     | Voice Talent |
| 2007–15            | Фінес і Ферб                                 | Перрі Качкодзьоб/Агент «П»                                                                                        |
| 2007–09            | Back at the Barnyard                         | Bigfoot, Ryan Earcrust, Announcer, others                                                                         |
| 2008–09            | Нові пригоди Людини-павука                   | Dr. Curt Connors / The Lizard, Homuncull                                                                          |
| 2008–11            | The Mighty B!                                | Happy |
| 2008–09            | Spaceballs: The Animated Series              | Dark Helmet |
| 2008               | Чаудер                                       | Rat, Hat Customer, Customer #2                                                                                    |
| 2008–10            | Бен 10: Інопланетна сила                     | Різноманітні персонажі                                                                                            |
| 2008–13            | «Зоряні війни: Війни клонів»                 | Clone Troopers, Captain Rex, Commander Cody                                                                       |
| 2008               | Making Fiends                                | Pony |
| 2008–11            | Бетмен: Відважний і сміливий                 | Король Годинників, Etrigan / Jason Blood, Brain, Ace the Bat-Hound, others                                        |
| 2008–09            | Random! Cartoons                             | Різноманітні персонажі                                                                                            |
| 2009               | Дивовижні пригоди Флепджека                  | Cat, Fish Head Monster #1, Fish Head Monster #3, Monkey                                                           |
| 2009–10            | The Secret Saturdays                         | Honey Island Swamp Monster, Georgia Pig Man, Xing Xing, Bunyips                                                   |
| 2009               | The Goode Family                             | Che, Dr. Albright, Gutterball                                                                                     |
| 2009–12            | Пінгвіни Мадагаскару                         | Wild Marlene, Jiggles, others                                                                                     |
| 2009–10            | Jungle Junction                              | Lance |
| 2009–10            | Фенбой і Чам-Чам                             | Meta-Tech, Scampers, Precious, others                                                                             |
| 2010–13            | Скубі-Ду: Корпорація «Загадка»               | Різноманітні персонажі                                                                                            |
| 2010–2018          | Час пригод                                   | Cinnamon Bun, Mr. Cupcake, Chet, others                                                                           |
| 2010–12            | Ben 10: Ultimate Alien                       | Різноманітні персонажі                                                                                            |
| 2010–11            | Generator Rex                                | Різноманітні персонажі                                                                                            |
| 2010–11            | The Super Hero Squad Show                    | Annihilus, Devil Dinosaur                                                                                         |
| 2010–11            | Take Two with Phineas and Ferb               | Perry the Platypus                                                                                                |
| 2011–present       | Джейк і пірати з Небувалії                   | Tick-Tock the Crocodile, animal characters                                                                        |
| 2011               | Hero Factory                                 | Firelord, Fangz, Scorpio                                                                                          |
| 2011 2000, 2011–14 | Сім'янин (Грифіни)                           | Клаус Гейслер у ролі Адмірала Азкабара Різноманітні персонажі                                                     |
| 2011               | Луні Тюнз Шоу                                | Colonel Frankenheimer                                                                                             |
| 2011–12            | Громові коти                                 | Slythe, Ro-Bear-Bill, others                                                                                      |
| 2011–13            | Молода Ліга справедливості                   | Wolf, Monsieur Mallah, Mr. Tawny, Desaad, Felix Faust, Hal Jordan, Teekl, Ultra-Humanite, others                  |
| 2011               | Зелений Ліхтар                               | Larfleeze |
| 2011               | New Teen Titans                              | Silkie |
| 2012               | Secret Mountain Fort Awesome                 | Додаткові голоси                                                                                                  |
| 2012               | Лікар Плюшева                                | Robot Ray, Sebastian, Squibbles                                                                                   |
| 2012               | Месники: Могутні герої Землі                 | Містер Фантастик                                                                                                  |
| 2012–14            | Аватар: Легенда про Кору                     | Pabu, Naga, Tarrlok, others                                                                                       |
| 2012–13            | Kaijudo                                      | Master Jaha, Artie Underhill, Gargle, Brutelus, Razorhide, others                                                 |
| 2012–2016          | Таємниці Ґравіті Фолз                        | Пухлик |
| 2012–17            | Людина-Павук. Щоденник супергероя            | Sandman / Flint Marko, Ящір (Season 2 — Season 3), Carnage, others                                                |
| 2012–15            | Randy Cunningham: 9th Grade Ninja            | Julian |
| 2012–14            | Ben 10 Omniverse                             | Різноманітні персонажі                                                                                            |
| 2013–14            | Монстри проти прибульців                     | Zombie Moon Ape, Pineapple, Man in Movie, Drools, Kitten, Senator Chimp Announcer, Chimp, Cop                     |
| 2013               | Bravoman: Super—Unequaled Hero of Excellence | Dr. Bomb, Anti-Bravo, Додаткові голоси                                                                            |
| 2013               | Mickey Mouse                                 | Gubbles, Figaro                                                                                                   |
| 2013               | Beware the Batman                            | Mutant Ninjas 1 & 2                                                                                               |
| 2013–14            | Hulk and the Agents of S.M.A.S.H.            | Wendigo, Wendigo King, Brute Monster, Mamma Monster                                                               |
| 2013–14            | Стівен Юніверс                               | Lion, Centipeetle, Centipeetle Mother, others                                                                     |
| 2013               | Lego Marvel Super Heroes: Maximum Overload   | Venom, Chitauri                                                                                                   |
| 2013               | Uncle Grandpa                                | Adam |
| 2014               | Transformers: Rescue Bots                    | Buster, Poopsie, Wi-Fido                                                                                          |
| 2014               | The 7D                                       | Dopey, Squire Peckington, Giselle                                                                                 |
| 2014               | Красуні в Клівленді                          | George Clooney the Dog & Man                                                                                      |
| 2014               | Blaze and the Monster Machines               | |
| 2014–17            | Зоряні Війни: Повстанці                      | Kassius Konstantine, Captain Rex, Commander Wolfe, Captain Gregor, Old Jho, others                                |
| 2015               | Снігова королева 2: Перезаморозка            | Ласиця Лута |
| 2015               | Niko and the Sword of Light                  | Chompsky, Swamp Kittens                                                                                           |
| 2015               | Майлз із майбутнього                         | M.E.R.C., Mr. Xylon, others                                                                                       |
| 2015               | Зоряна принцеса проти сил зла                | Додаткові голоси                                                                                                  |
| 2015               | Шиммер та Шайн                               | Nahal and Tala |
| 2015               | Goldie & Bear                                | Worm |
| 2015               | Wabbit                                       | Squeaks the Squirrel, others                                                                                      |
| 2015               | The Mr. Peabody & Sherman Show               | Вольфганг Амадей Моцарт                                                                                           |
| 2016               | Левина варта                                 | Tano |
| 2016               | Ben 10                                       | Різноманітні персонажі                                                                                            |
| 2016               | Снігова королева 3: Вогонь і лід             | Ласиця Лута |
| 2016―19            | Закон Майла Мерфі                            | Пусик, Пері Качкадзьоб/Агент «П», Дерек, Джош, Джері, порося Лоли Сандерград                                      |
| 2021               | Kamp Koral: SpongeBob's Under Years          | Бабл Бас, Перч Перґінс, Кевін Огірок, Крейґ Маммолтон                                                             |

### Список ролей у художніх фільмах
| Year | Title                               | Role                                        |
| ---- | ----------------------------------- | ------------------------------------------- |
| 1996 | Space Jam                           | Даффі Дак, тасманський диявол, Bull         |
| 1997 | Cats Don't Dance                    | Kong                                        |
| 1999 | Мій брат — Поросятко                | Порося Джордж                               |
| 2001 | The Trumpet of the Swan             | Луї                                         |
| 2001 | Джиммі Нейтрон: Хлопчик Геній       | Norad Officer                               |
| 2004 | Скубі-Ду 2: Монстри на волі         | 10,000 Volt Ghost, Zombie, Red Eye Skeleton |
| 2004 | Губка Боб Квадратні Штани           | Phil, Perch Perkins, Floyd, others          |
| 2005 | Порко Россо                         |                                             |
| 2006 | Астерікс та Вікінги                 | Dogmatix, SMS Pigeon                        |
| 2006 | Happy Feet                          | Maurice                                     |
| 2007 | Черепашки Ніндзя                    | Додаткові голоси                            |
| 2007 | Бен-10: Наввипередки з часом        | Вайлдмут                                    |
| 2008 | Зоряні війни: Війни клонів          | Clone Troopers, Captain Rex, Cody           |
| 2009 | G-Force                             | Mooch                                       |
| 2009 | The Haunted World of El Superbeasto | Nazi Zombie                                 |
| 2009 | Астробой                            | Trashcan                                    |
| 2010 | Помста пухнастих                    | Animal Voice Effects                        |
| 2010 | Бен 10: інопланетна сила            | Ben 10: Alien Swarm                         |
| 2011 | Thru the Moebius Strip              | Talking Head                                |
| 2012 | Феї: Таємниця магічних крил         | Додаткові голоси                            |
| 2012 | Франкенвіні                         | Persephone, Shelly, Colossus, Mr. Whiskers  |
| 2013 | Dino Time                           | Dinosaur Noises                             |
| 2013 | Король сафарі                       | Meerkat Father, Dassies                     |
| 2014 | Сімейка монстрів                    | Fish, Wheels and Bucket                     |
| 2014 | Хоббіт: Битва п'яти воїнств         | Істоти                                      |
| 2015 | Губка Боб: Життя на суші            | Perch Perkins, others                       |
| 2015 | Зоряні війни: Пробудження Сили      | Ilco Munica                                 |